# 20 минута
20 минута (тур. 20 dakika) је турска телевизијска серија, снимана 2012. и 2013.
У Србији се 2019. емитовала на телевизији TDC.

## Синопсис
Мелек је лепа и млада жена која живи срећним животом са супругом и двоје деце, власница посластичарнице. Са друге стране, њен супруг Али, ради на универзитету као професор историје. Једног дана, њихов савршени живот ће се окренути наглавачке.
На дан када прославља куповину куће, Мелек је ухапшена због сумње да је починила убиство младог човека. Убрзо, Мелек бива осуђена на доживотну робију, будући да су њени отисци прстију пронађени на пиштољу којим је човек убијен. Али покушава да докаже невиност своје жене, међутим, не успева да пронађе ниједан доказ који би је ослободио кривице.
Желећи свој живот натраг, Али постаје опседнут идејом да извуче Мелек из затвора. Иако није починио ниједно кривично дело, одлучује да спаси жену организујући бекство уз помоћ Кедија, човека који је успешно бежао из затвора више пута. Тако Али уз помоћ Кедија разрађује детаљан план како би извукао Мелек из затвора за само 20 минута...

## Сезоне
| Сезона | Сезона | Број епизода (н) / (и)      | Приказивање у Турској             | Приказивање у Србији                      |
| ------ | ------ | --------------------------- | --------------------------------- | ----------------------------------------- |
|        | 1      | 25 / 59 (1 — 25) / (1 — 59) | 1. јануар 2013 — 27. јун 2013. () | 12. август 2019 — 31. октобар 2019. (TDC) |

## Улоге
| Глумац              | Улога                          | Епизода |
| ------------------- | ------------------------------ | ------- |
| Туба Бујукустун     | Мерве Асландогу Мелек Халаскар | 1-25    |
| Илкер Аксум         | Али Халаскар Мете Дерен        | 1-25    |
| Метин Чекмез        | Неџметин Солмаз                | 1-      |
| Булент Емин Јарар   | Месут Кеди Билалоглу           | 1-      |
| Ипек Билгин         | Суреја Гурок                   | 1-      |
| Фират Челик         | Озан Чевикоглу                 | 1-      |
| Мужде Узман         | Умут Кузгун Билалоглу          | 2-      |
| Ајтен Унџуоглу      | Зејнеп Халаскар                | 1-      |
| Џихат Тамер         | Недим Халаскар                 | 1-      |
| Мирај Акај          | Дуру Халаскар                  | 1-      |
| Озгур Налџи         | Јигит Халаскар                 | 1-      |
| Гунај Караџаоглу    | Акреп                          | 4-      |
| Мехмет Есен         | Фехми                          | 3-      |
| Усхан Чакир         | Озгур Еркосе                   | 1; 4-   |
| Дефне Кајалар       | Дерин Солмаз                   | 2-      |
| Мурат Просчилер     | Керим Солмаз                   | 1-      |
| Енис Ајбар          | Музафер                        | 2; 6    |
| Ерџумент Аџар       | Халил                          | 1-      |
| Озлем Турај         | Есма Зорба Бакирај             | 2-      |
| Бегум Акаја         | Зелиха Башески                 | 1; 4-   |
| Суреја Гузел        | Озлем Арсанли                  | 2-      |
| Есра Акаја          | Мирел Мизрахи                  | 5-      |
| Толга Сариташ       | Ферди                          | 1-5     |
| Бурак Јорук         | Тајфур Солмаз                  | 2; 4-   |
| Џунејт Карадурак    | Текин                          | 1; 3-4  |
| Перихан Еренер      | Асли Танбаш                    | 2-4     |
| Лорин Мерхарт       | Кан                            | 2-4     |
| Емре Озџан          | Мете Дерен                     | 6       |
| Еда Чаталчам        | Нуран Ајдин                    | 6       |
| Гурсу Гур           | Зеки Башески                   | 5       |
| Суреја Гурсел Еврен | Селим                          | 1       |